# Sangaree
Sangaree è un film del 1953 diretto da Edward Ludwig.